# Myospila floresana
Myospila floresana este o specie de muște din genul Myospila, familia Muscidae. A fost descrisă pentru prima dată de Willi Hennig în anul 1952. Conform Catalogue of Life specia Myospila floresana nu are subspecii cunoscute.